# Binnenplaats (bouw)

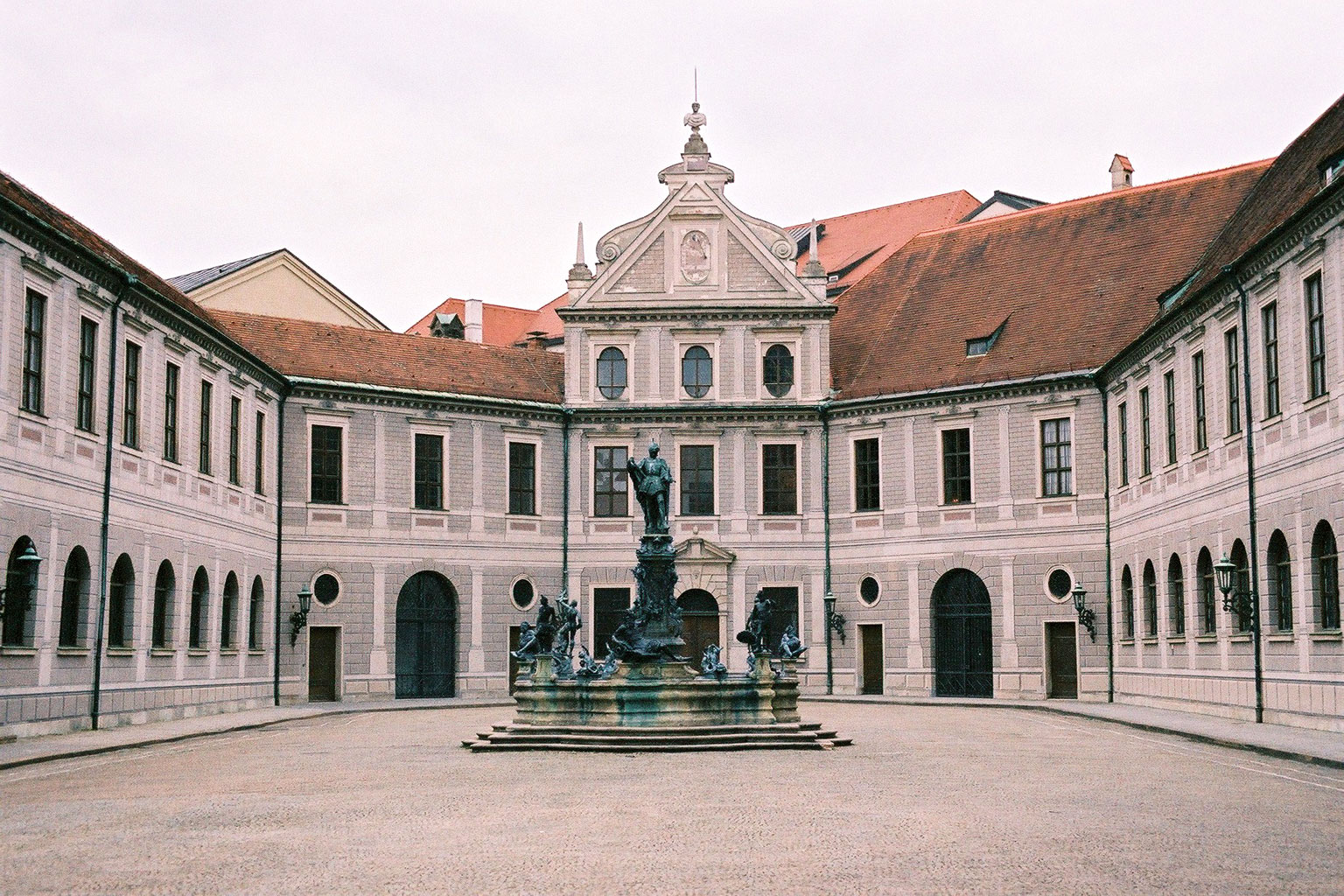
Binnenplaats in het Residenzpaleis van München, Duitsland.

Een binnenplaats (Belgisch-Nederlands: binnenkoer) is een open ruimte zonder dak, die aan alle kanten wordt omgeven door een of meerdere gebouwen, muren en/of een arcade. Dit soort constructies worden al eeuwenlang gebruikt in de architectuur. De oudste bekende gebouwen met een binnenplaats staan in China en Iran, en dateren tot 3000 v.Chr. Binnenplaatsen kunnen meerdere doeleinden hebben, zoals een tuin, ontmoetingsplaats, bergplaats of om dieren te houden. Een kleine binnenplaats wordt ook wel een patio genoemd.
Binnenplaatsen spelen ook in hedendaagse architectuur vaak een grote rol, daar ze de mogelijkheid kunnen bieden tot bijvoorbeeld een veilige speelplek voor kinderen of een plek om rustig te zitten binnen gebouwen die in een dichtbebouwd gebied staan.

## Binnentuin
Bestaat de binnenplaats voornamelijk uit gewassen (bijvoorbeeld een siertuin), dan spreekt men wel van binnentuin.

## Galerij

Zicht op een binnenplaats van een kasteel in Salzburg
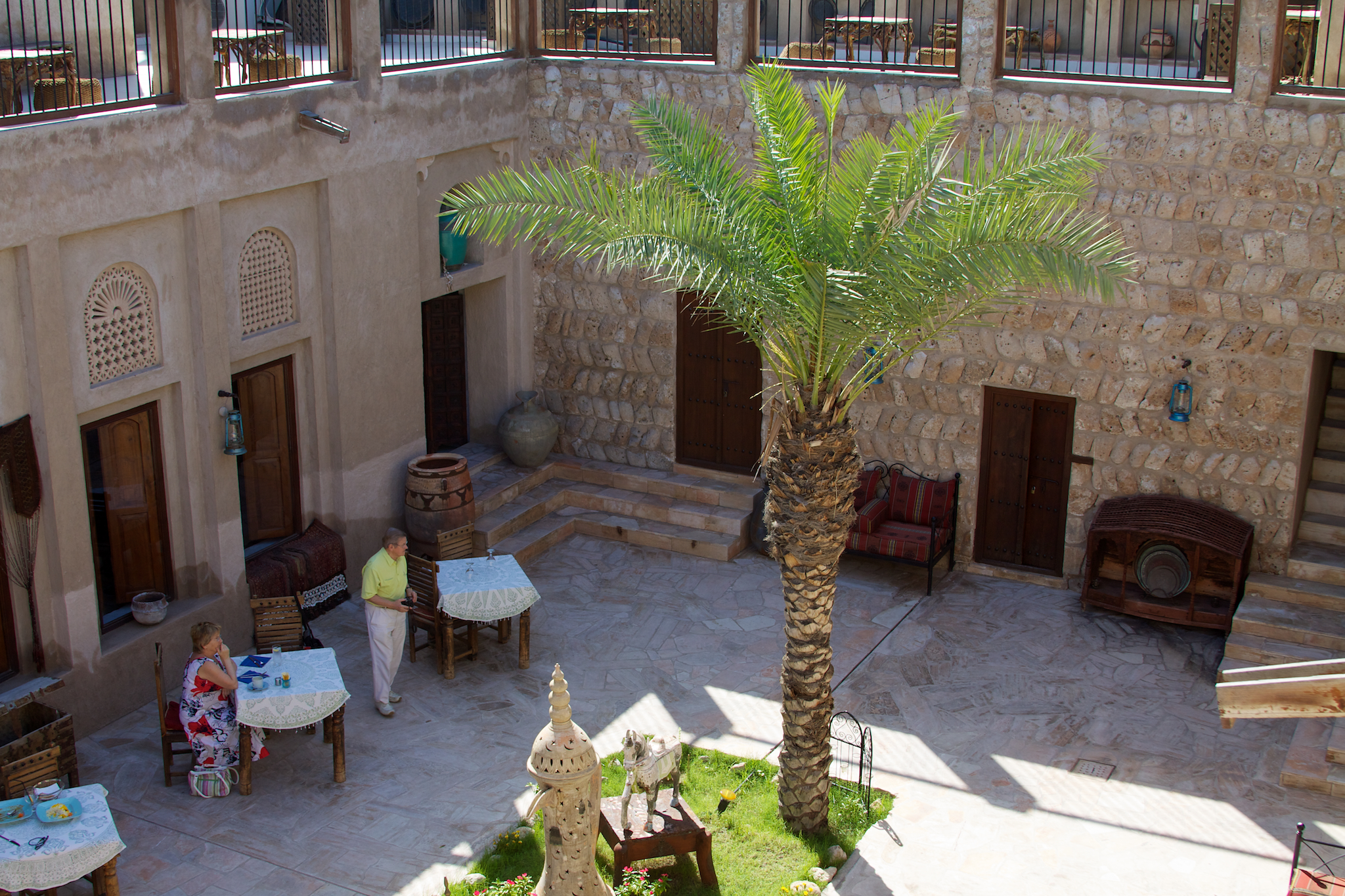
Een binnenplaats in Bur Dubai